# Завражье (Парфеньевский район)
Завражье — опустевшая деревня в Парфеньевском районе Костромской области.

## География
Находится в центральной части Костромской области приблизительно в 21 км по прямой на север от центра района села Парфеньево.

## История
Основана в 1675 году как починок в один двор на земле матвеевской вотчины Репниных. В 1719 году Завражье (уже деревня) имело 4 двора. В 1872 году здесь было учтено 15 дворов, в 1907 году —52. В период существования Костромской губернии деревня относилась к Кологривскому уезду. До 2021 года деревня входила в Матвеевское сельское поселение.

## Население
Постоянное население составляло 95 человека (1872 год), 7 в 2002 году (русские 100 %), 0 в 2022.